# Ле-Мер
Ле-Мер (Мер, Майре; исп. Estrecho de Le Maire) — пролив на юге Аргентины между островом Эстадос и полуостровом Митре в восточной части Огненной Земли, соединяет Атлантический океан и пролив Дрейка. Со стороны полуострова Митре ограничен мысом Сан-Диего на северо-западе и мысом Буэн-Сусесо на юго-западе, со стороны острова Эстадос — мысом Сан-Антонио на северо-востоке и мысом Сан-Бартоломе на юго-востоке.
Голландские путешественники Я. Лемер и В. К. Схаутен впервые прошли этим проливом в 1616 году. В 1619 году проливом прошла экспедиция Гарсия де Нодаль, которая достигла островов Диего-Рамирес.
Минимальная ширина — 30,6 км. На берегах — колонии магеллановых пингвинов.